# Ayuntamiento de Oudenaarde

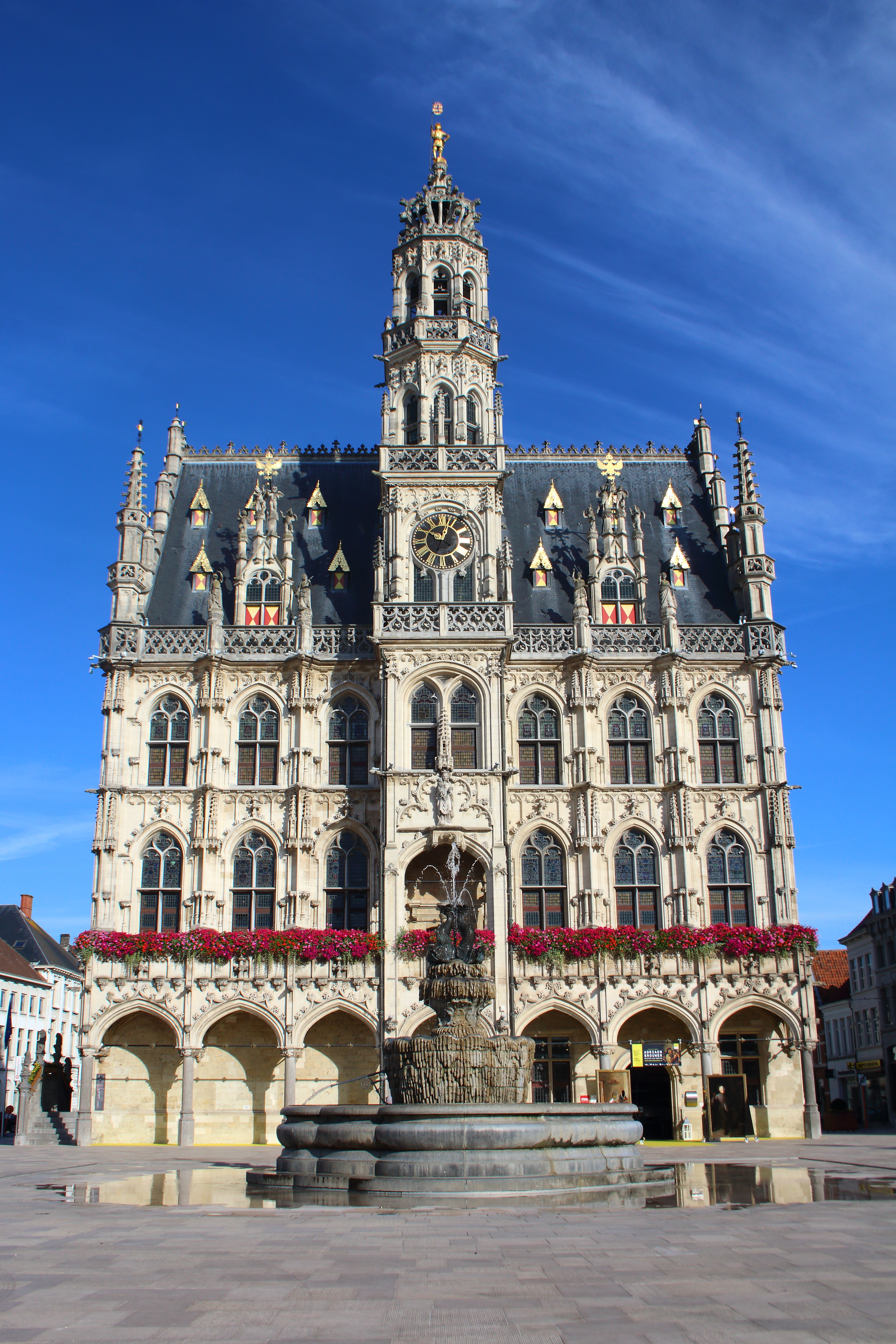
Ayuntamiento, Oudenaarde

El Ayuntamiento de Oudenaarde, Bélgica, fue construido por el arquitecto Hendrik van Pede en 1526-1537 para reemplazar el Schepenhuis (Casa de los Concejales) medieval que ocupaba el mismo sitio. Otra estructura más antigua, el Salón de los Paños del siglo XIV, se conservó y ahora forma una especie de extensión en la parte trasera del Ayuntamiento propiamente dicho. En 1999, el ayuntamiento fue inscrito en la lista del Patrimonio Mundial de la UNESCO como parte del sitio de los Campanarios de Bélgica y Francia, por su representación de la influencia cívica de la ciudad y su arquitectura.

## Exterior

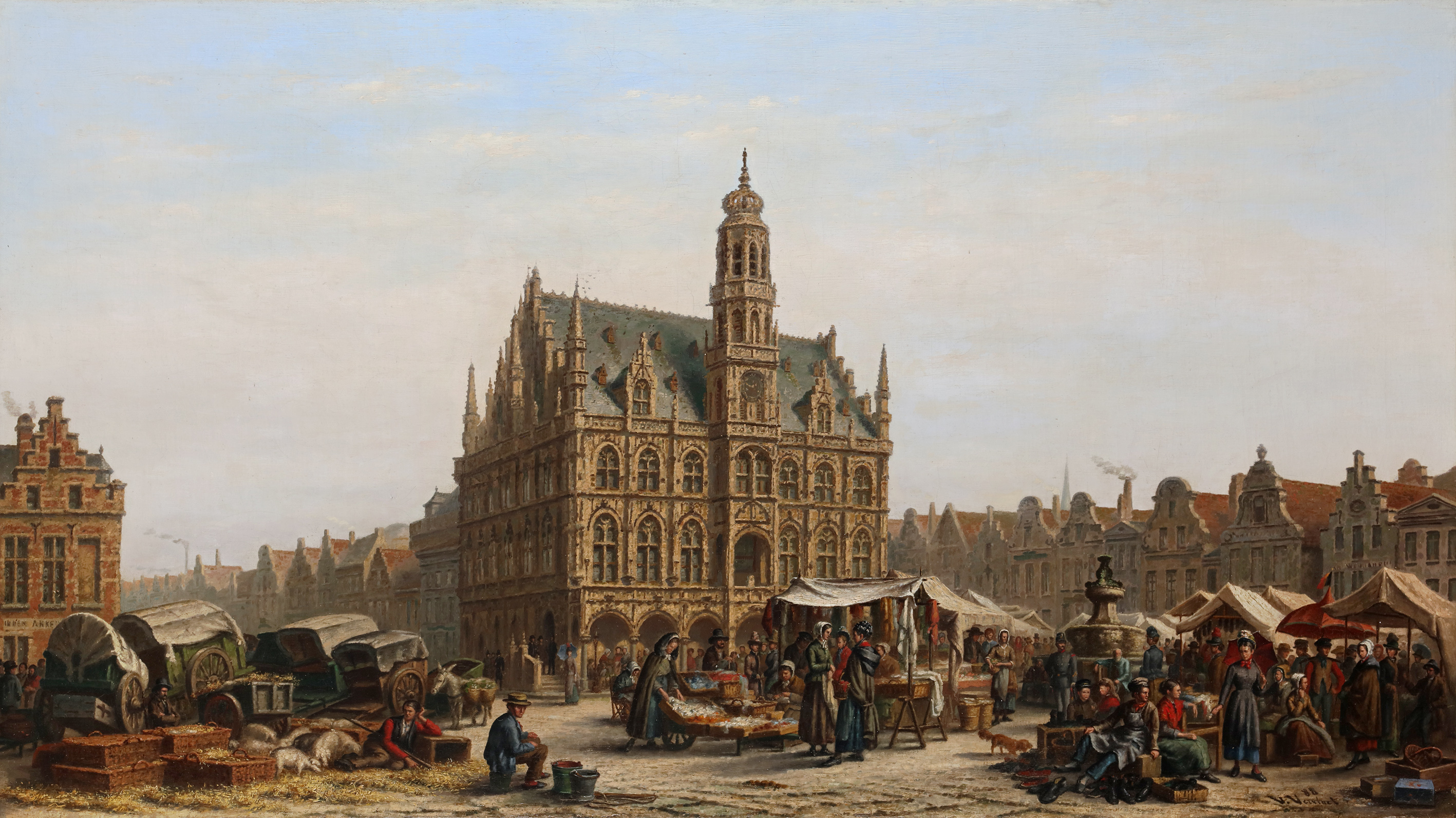
El Ayuntamiento de Oudenaarde de Víctor Vervloet

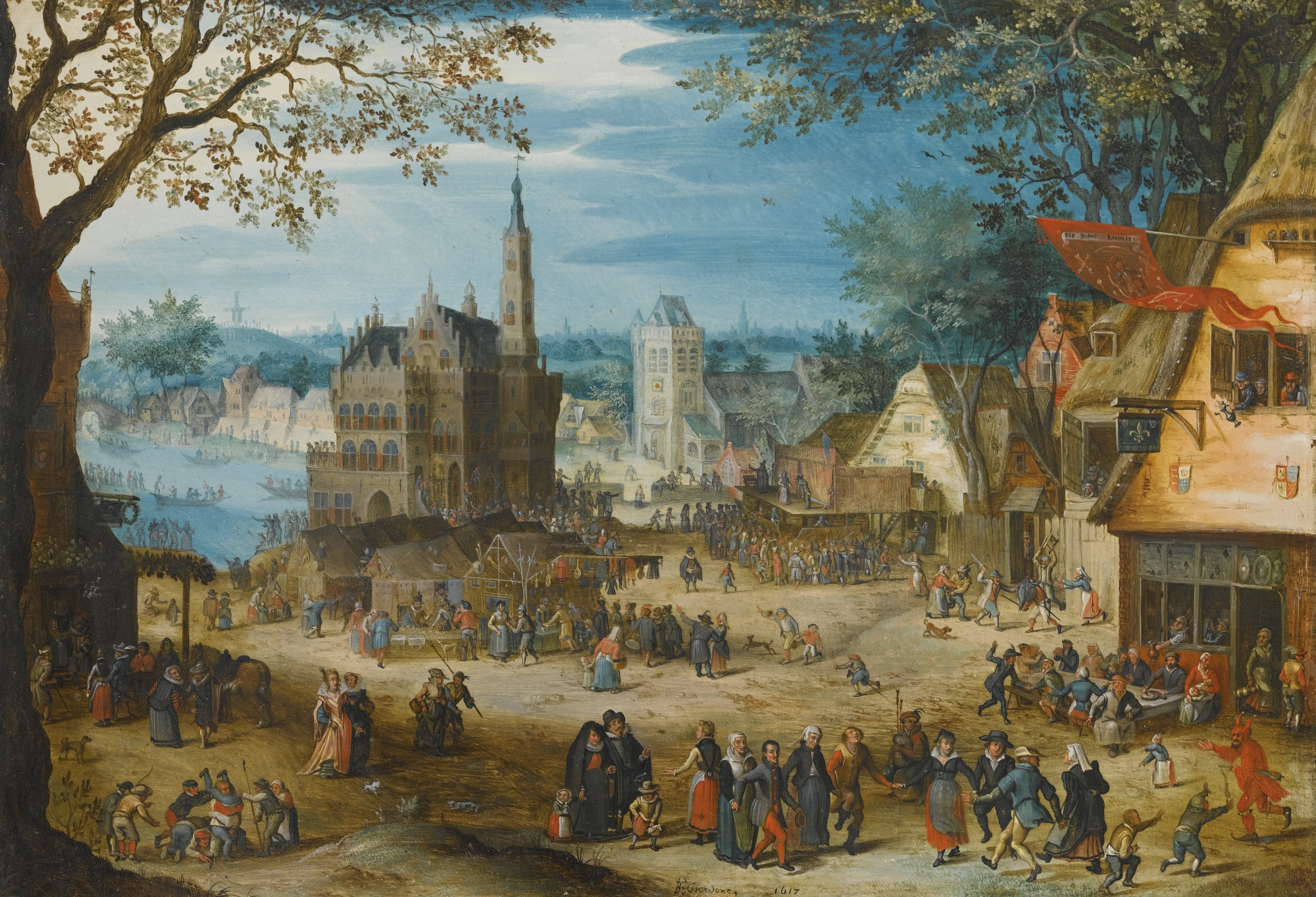
Kermesse de Oudenarde, 1617, por Bartholomeus Grondonck

El Ayuntamiento de Oudenaarde es un ejemplo de la arquitectura gótica secular brabantina, que sigue la tradición estilística de los ayuntamientos de Lovaina, Bruselas y Middelburg. Por encima de la arcada de la planta baja con techo abovedado, el edificio presenta los rasgos típicos de sus precursores regionales: una fachada ricamente decorada con ventanas de arco apuntado separadas por hornacinas con dosel, y un tejado empinado y abovedado rodeado por un pretil calado. Las hornacinas, aunque diseñadas para contener estatuas, están vacías 
En lo alto de la torre central del campanario, de seis pisos con tres terrazas, una corona de piedra sostiene una figura de latón dorado de Hanske de Krijger (Hans el Guerrero), mítico guardián de la ciudad. La corona de la torre y las águilas bicéfalas sobre las ventanas del ático rinden homenaje a un famoso visitante de Oudenaarde, el emperador Carlos V, que engendró aquí a Margarita de Parma unos años antes de que se iniciara la construcción del Ayuntamiento.

## Interior
Al principio, el Ayuntamiento combinaba las funciones de gobierno y comercio, con salas en la planta baja reservadas a los comerciantes: la Casa del Maíz, la Casa del Pesaje y la Sala Baja de Paños. En la actualidad, esta planta alberga la oficina de turismo de la ciudad.

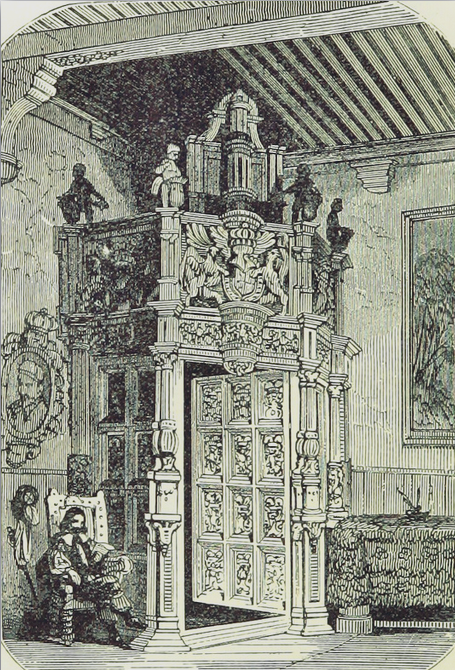
Portal de Pauwel van der Schelden

En el segundo piso, un elaborado portal diseñado por Pauwel van der Schelden se abre al Schepenzaal, donde se reunían los concejales de Oudenaarde. El Salón del Pueblo ocupa el frente de la misma planta, junto a la terraza que da a la plaza del mercado. Esta era la sala principal para recepciones, banquetes y espectáculos.
El Ayuntamiento cuenta con una colección de reliquias del pasado de Oudenaarde. Los tapices que cuelgan en la Sala Baja de Paños y en el edificio adyacente de Paños representan una forma de arte que dio fama a la ciudad entre los siglos XV y XVIII aproximadamente. Otra especialidad de Oudenaarde en esa época era la orfebrería, cuyos artículos se exponen en la Sala de la Plata de la tercera planta. La tercera planta también alberga el Museo Municipal, con diversos objetos y artefactos locales.